# Croix de l’église

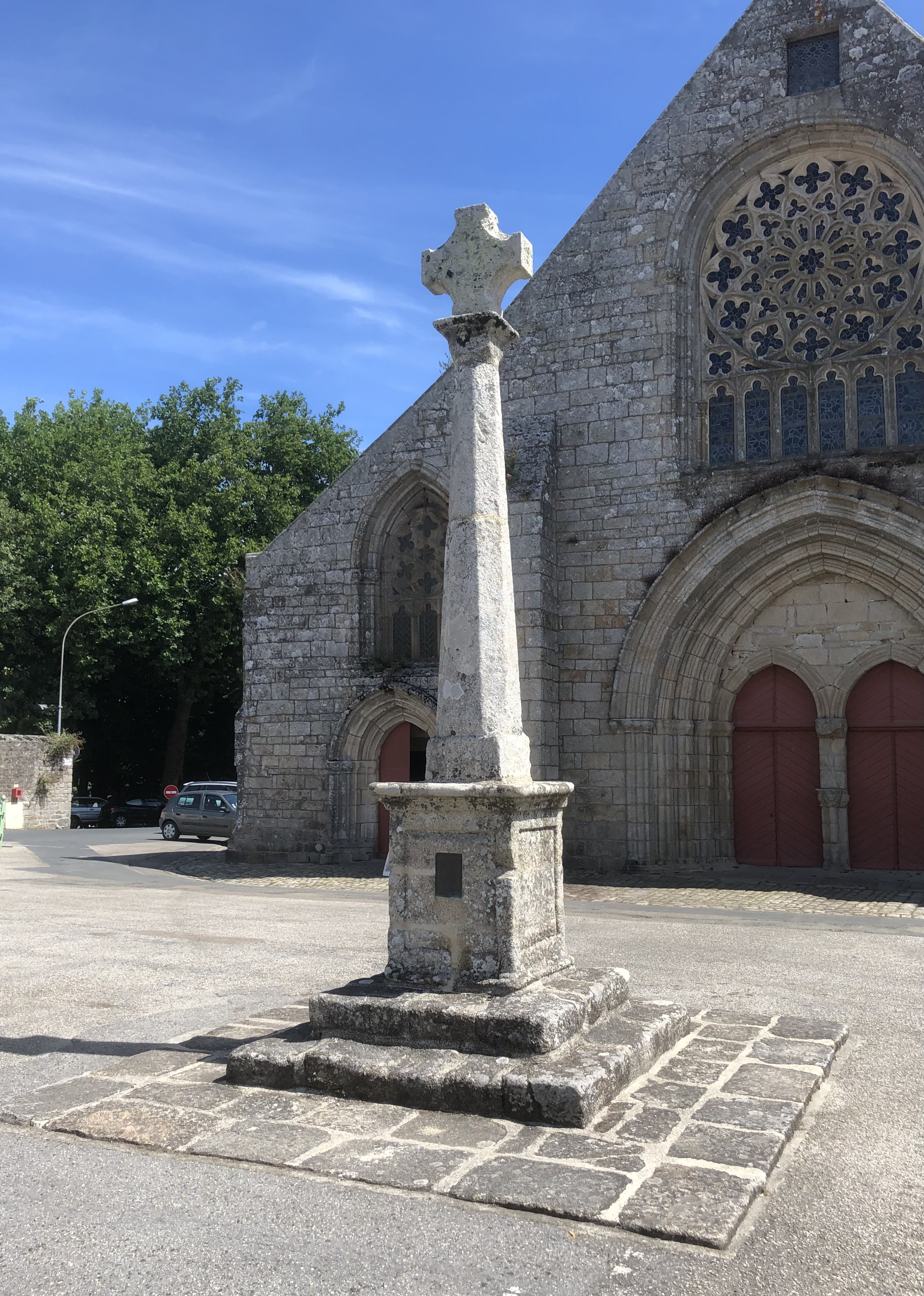
Croix de l’église, 2022

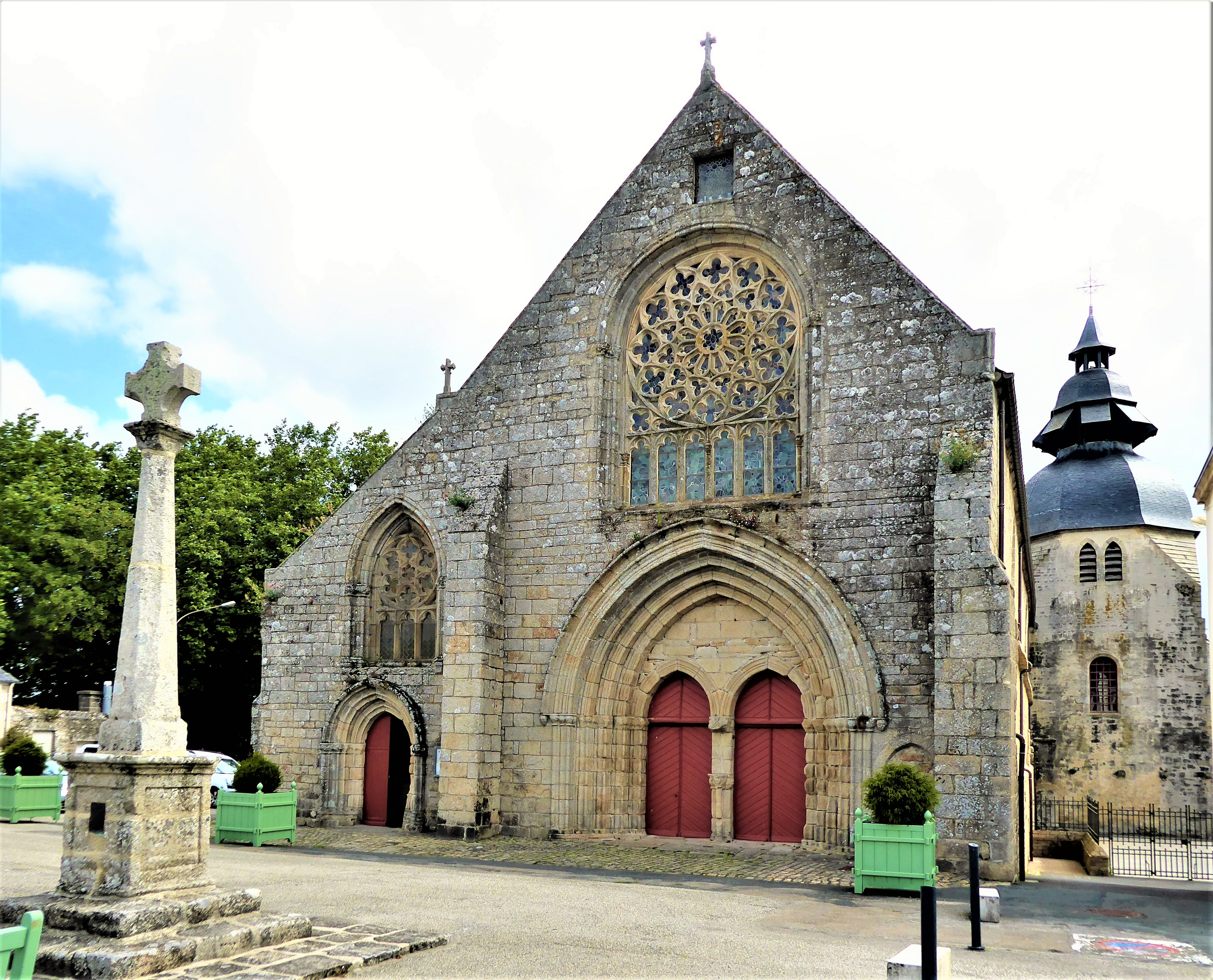
2020

Das Croix de l’église ist ein Kreuz in Pont-l’Abbé in der Bretagne in Frankreich.

## Lage
Das Kreuz befindet sich westlich vor der Kirche Notre-Dame-des-Carmes auf dem Place des Carmes.

## Geschichte
Nach einer überlieferten Inschrift wurde das Kreuz im Jahr 1735 von den Karmeliten errichtet. 1802 erfolgte eine Erneuerung. Dabei erhielt das Steinkreuz ein eisernes Kreuz auf einem Globus. Eine weitere Restaurierung erfolgte 1963, wobei das Kreuz an eine andere Stelle versetzt wurde. Bei diesen Arbeiten fand man eine in Vergessenheit geratene gravierte Platte, deren französischsprachiger Text auf die Errichtung des Kreuzes Bezug nimmt. Die originale Tafel wird im Bigoudenmuseum verwahrt.
Im April 2017 wurde das Kreuz wieder an seinen ursprünglichen Standort versetzt.

## Gestaltung
Das auf einem hohen Sockel stehende Kreuz ist aus Granit gefertigt. Auf einer Plakette befindet sich die französischsprachige Inschrift. Zunächst wird der Text von 1735 wiedergegeben:
A ETE POSEE PAR LES

PERES CARMES DE

CETTE VILLE L’AN DE

JESUS-CHRIST 1735 ~

HAUT ET PUISSANT
 
JEAN-THEOPHILE D’ER

NOTHON POUR LORS

SEIGNEUR ET BARON

DU PONT ET SOUS LE

PRIEURE DU PERE

Die letzte Zeile ist dabei in Schreibschrift verfasst.
Darunter befinden sich zwei kurze Inschriften, die auf die Jahre 1802 und 1963 verweisen. Die linke Inschrift lautet:
LA SECONDE FOIS

Die rechte Inschrift:
RESTAUREE

(Deutsch: Versetzt und restauriert im Jahr 1963)
Zwischen den beiden Inschriften befindet sich eine Darstellung des Wappens von Pont-l’Abbé.